# Otriculum
Otriculum (łac. Otriculanus, wł. Otricoli) – stolica historycznej diecezji w Italii erygowanej około roku 400, a skasowanej około roku 800.
Współczesne miasto Otricoli znajduje się w Prowincji Terni we Włoszech. Obecnie katolickie biskupstwo tytularne ustanowione w 1968 przez papieża Pawła VI.

## Biskupi tytularni
| Lp. | Biskup                | Funkcja                                                   | Od              | Do                |
| --- | --------------------- | --------------------------------------------------------- | --------------- | ----------------- |
| 1   | Pierre Mamie          | biskup pomocniczy Lozanny, Genewy i Fryburga (Szwajcaria) | 15 lipca 1968   | 29 grudnia 1970   |
| 2   | Felipe Aguirre Franco | biskup pomocniczy Tuxtla Gutiérrez (Meksyk)               | 12 marca 1974   | 28 kwietnia 1988  |
| 3   | Piero Biggio          | nuncjusz apostolski                                       | 10 grudnia 1988 | 18 kwietnia 2007  |
| 4   | Tommaso Caputo        | nuncjusz apostolski                                       | 3 września 2007 | 10 listopada 2012 |
| 5   | Mirosław Adamczyk     | nuncjusz apostolski                                       | 22 lutego 2013  |                   |